# غراي ديلايل
غراي ديلايل (Grey DeLisle) (اسمها الحقيقي إيرين غراي فان أوسبري (Erin Grey Van Oosbree)) (مواليد 24 أغسطس 1973 في كاليفورنيا) مغنية وممثلة أميركية من أصول أيرلندية وإسبانية.

## أدوارها في الرسوم المتحركة
- فتيات القوة - فيم فاتال
- منزل فوستر - فرانكي فوستر، الدوقة, والدة ماك، نيميسيس, غو، ماندي
- غريم والشرير - ماندي
- مغامرات بيلي وماندي - ماندي
- الوالدان السحريان - فيكي، الناظرة واكسلبلاكس، مس قدرات، توتي
- باتمان: الجرأة والشجاعة - بلاك كاناري
- داني الشبح - سالي تحفة
- كونغ فو شاولين - كيميكو
- آفاتار: أسطورة أنج - أزولا
- البدالي - رايلي
- حرب النجوم: حرب المستنسخين - بادمي أميدالا, أساج فينتريس، شآك تي
- الفتيات الخارقات - ميراندا
- فرقة الأبطال الخارقين - آنسة مارفل
- أولاد الجيران - ليزي، الجدة ستافوم
- وولفرين والإكس-من - سايلوك، سبايرال
- بن 10 - غوين تنيسون بعد تحولها إلى هيتبلاست
- صديقي المفضل هو قرد - إنغريد، السيدة وارتهوغ، الممرضة غازيل
- سبيكتاكيولار سبايدرمان - بيتي برانت
- ألتيميت سبايدرمان - تانا نيل، مورغان لا فاي
- جينيرايتور ريكس - دكتورة هوليداي، إيزابيلا
- دامو ستحيل - هانا
- سوبر بي - باميلا
- جيمي و تيمي يلتقيان - فيكي
- الفرقة السرية لمحاربة الأشرار - المحاربة كيتي، والدة المحاربة كيتي، باني سمسارة العقارات، السيدة كارثة، ريتا
- سكوبي دو ومشكلة الليزر - دافني بليك
- مغامرات سكوبي دو - دافني بليك، الآنسة شانتال
- سكوبي دو ووحش البحيرة - دافني بليك، شانون بليك
- سكوبي دو ورجل الثلوج - دافني بليك
- تمالك نفسك سكوبي دو - دافني بليك، السيدة برنيس
- كيك وتاوسكي - بريانا
- المصابيح الخضراء - أيا
- العم جدو - جليسة ميلفين، السيدة هامبتي
- توربو فاست - بيرن

## أدوارها في السينما الأمريكية
- المتحولون 2 - آرسي

## وصلات خارجية
- غراي ديلايل على موقع IMDb (الإنجليزية)
- غراي ديلايل على موقع ميتاكريتيك (الإنجليزية)
- غراي ديلايل على موقع روتن توميتوز (الإنجليزية)
- غراي ديلايل على موقع قاعدة بيانات الأفلام العربية
- غراي ديلايل على موقع ألو سيني (الفرنسية)
- غراي ديلايل على موقع ميوزك برينز (الإنجليزية)
- غراي ديلايل على موقع ميوزك برينز (الإنجليزية)
- غراي ديلايل على موقع أول موفي (الإنجليزية)
- غراي ديلايل على موقع قاعدة بيانات الأفلام السويدية (السويدية)
- غراي ديلايل على موقع إن إن دي بي (الإنجليزية)